# Vorführwagen

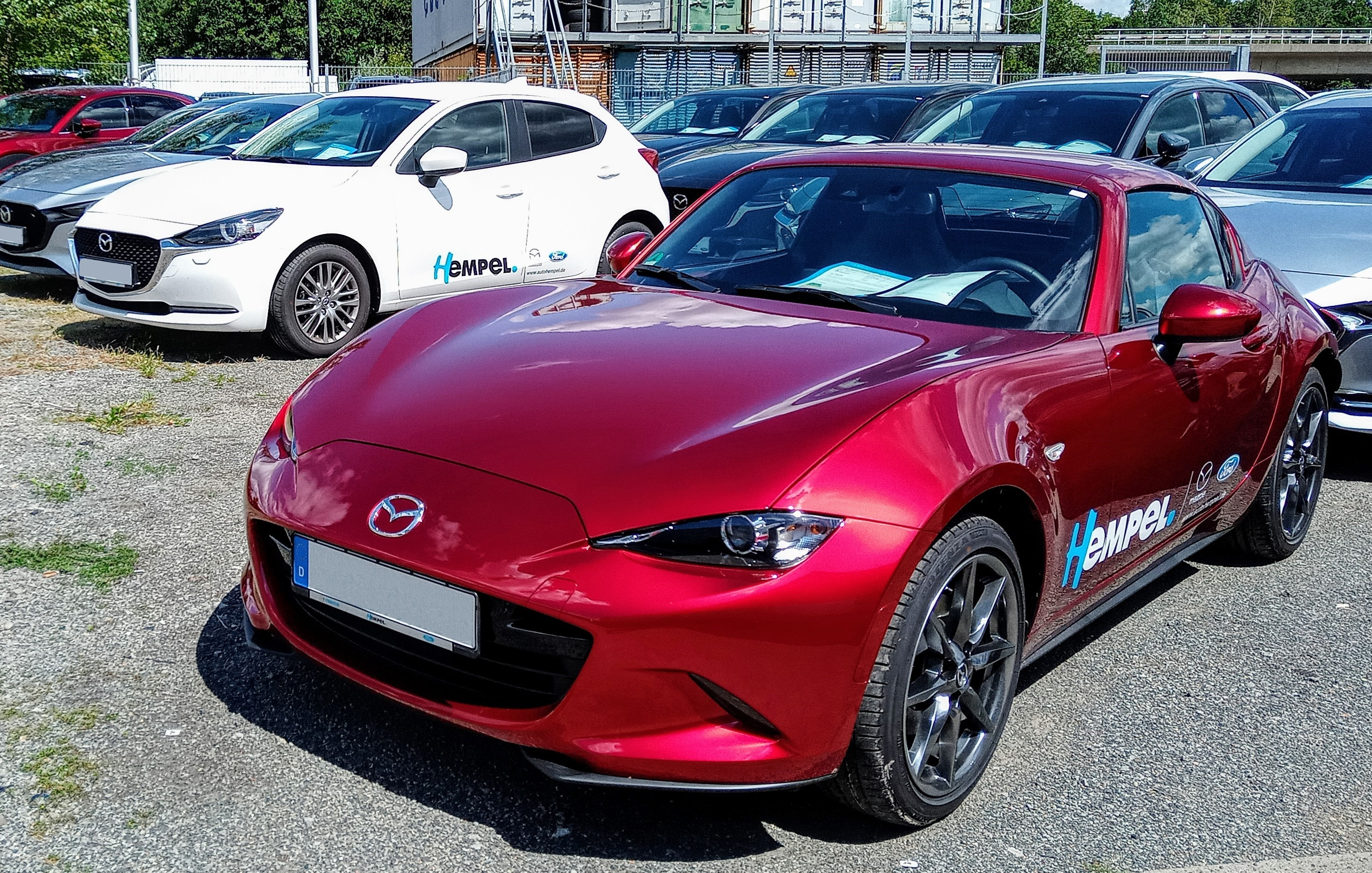
Typische Vorführwagen eines Autohauses: Mazda2 und Mazda MX-5 mit Beschriftung eines Mazda-Händlers

Unter einem Vorführwagen ist ein gewerblich genutztes Fahrzeug zu verstehen, das einem Neuwagenhändler im Wesentlichen zum Zwecke der Vorführung (Besichtigung und Probefahrt) dient oder gedient hat und noch nicht auf einen Endabnehmer zugelassen war. Der Begriff Vorführwagen enthält nach Ansicht des BGH keine Aussage über das Alter des Fahrzeuges.

## Begriffsabgrenzung
- Ein Bestellfahrzeug wird auf Kundenwunsch konfiguriert und bestellt. Es hat keine Vorbesitzer und hat einen km-Stand von nahezu 0 km (durch Verladungen udgl. können einige km zustande kommen). Es kann mehrere Monate bis zur Auslieferung dauern.
- Bei einer Tageszulassung handelt es sich um ein Verfahren, bei dem ein zu verkaufendes Fahrzeug von einem Händler für einen einzigen Tag zugelassen wird. Dies geschieht mit der Absicht, dieses Fahrzeug danach mit höherem Rabatt an Endkunden verkaufen zu können.
- Ein Gebrauchtwagen ist ein Fahrzeug, das auf einen oder mehrere Endkunden zugelassen war und einen km-Stand deutlich größer 0 km aufweist.